# 川から救われるモーセ (プッサン)
『川から救われるモーセ』（かわからすくわれるモーセ、仏: Moïse sauvé des eaux、英: Moses Saved from the River）は、17世紀フランスの巨匠ニコラ・プッサンが1647年にキャンバス上に油彩で制作した絵画である。『旧約聖書』の「出エジプト記」 (2章1-9) に記述されているモーセに関する逸話を主題としている。1647年に絵画はローマにいたプッサンの庇護者ジャン・ポワンテル (Jean Pointel) により委嘱されたが、ポワンテルの死後、第2代リシュリュー公に購入され、1665年に公爵からフランス王ルイ14世に取得された。1816年以来、作品はパリのルーヴル美術館に所蔵されている。

## 作品
「出エジプト記」によれば、エジプトに移住したイスラエルの民は人口が増大したが、エジプト人たちに迫害されるようになった。ファラオは「イスラエルの民に男子が生まれたら殺せ」という命令を下す。そのころ、イスラエル人の夫婦に男子が生まれたが、母ヨケベドは息子を殺すことができず、籠に入れてナイル川に流した。
籠の中の赤ん坊が川の中を漂っていると、身体を洗おうと川に降りてきたファラオの王女テルムシスが葦の中に籠があるのを偶然発見した。王女が奴隷にその籠を取ってこさせると、中には赤ん坊がいた。その子はモーセと名付けられ、王女はモーセのためにイスラエル人の乳母を雇って育てたが、この乳母はモーセの実母であった。
本作にはモーセが王女に救われる場面が描かれている。前景にいる8人の女性たちのきらびやかな衣服が魅力的である。画面右端でコルヌコピア (豊穣の角) と壺を手にしているのはナイル川の神 (寓意像) だと思われ、彼はスフィンクスを従えている。右手の川の上にはカバ狩りの舟が見える。背後の風景はエジプトというより、プッサンが1624年から暮らしたローマ周辺の田園地帯を想起させる。背景の大部分を占める川は、画家が毎日のように散策していたテヴェレ川がモデルである。川の向こう側にはエジプトらしさを感じさせるピラミッドやオベリスクが見えるが、ピラミッドはローマのケスティスのピラミッドをモデルにしたものであろう。
なお、プッサンは本作以外にも2点の『川から救われるモーセ』を描いた。1638年に描かれた作品はルーヴル美術館に所有され、1651年の作品はロンドン・ナショナル・ギャラリーとウェールズのカーディフ国立博物館に共同所有されている。

## ギャラリー

プッサン『川から救われるモーセ』 (1638年)、ルーヴル美術館、パリ
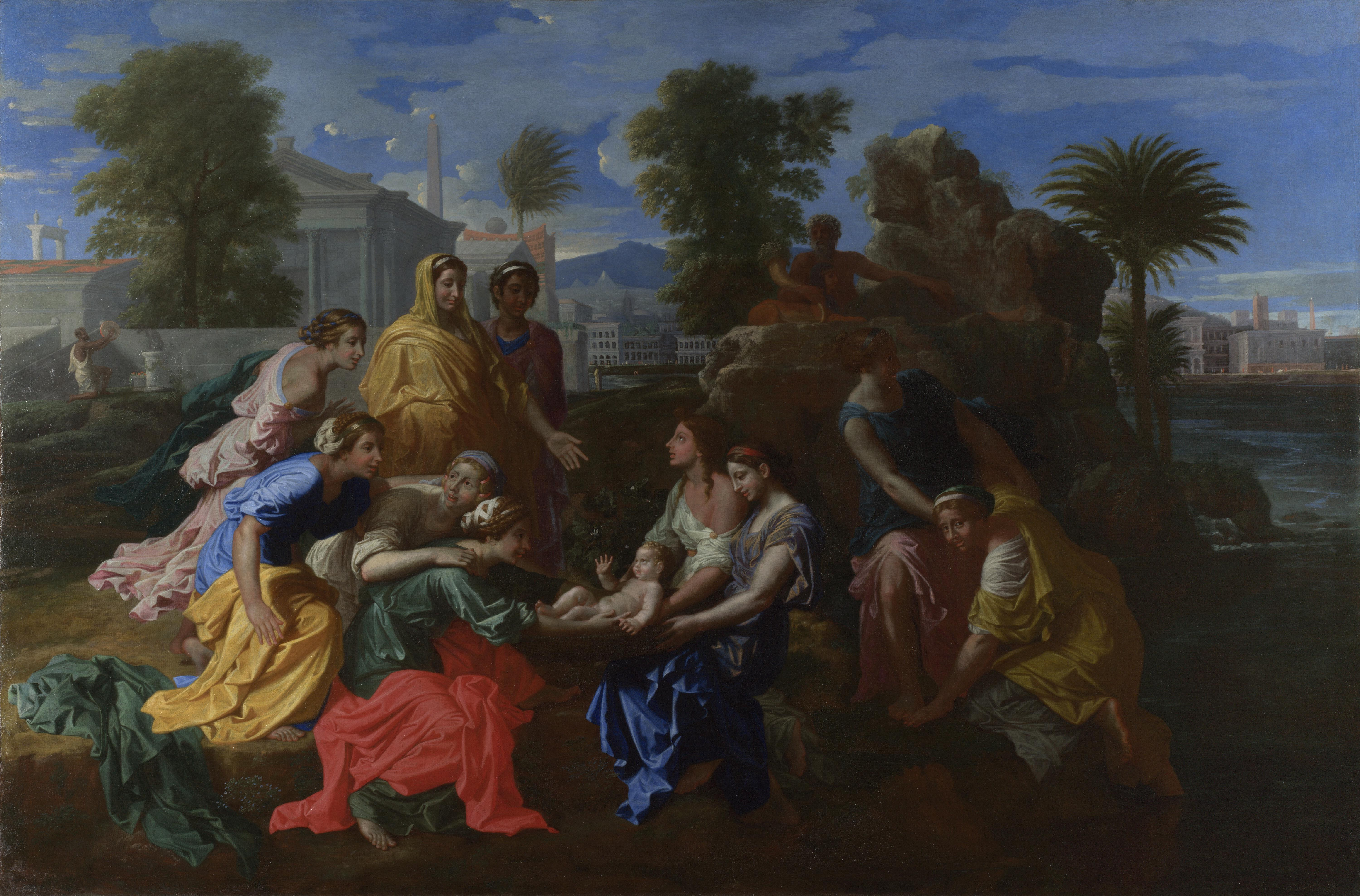
プッサン『川から救われるモーセ』 (1651年)、ナショナル・ギャラリー (ロンドン) とカーディフ国立博物館の共同所有